# Флаг Республики Рио-Гранде
Флаг Республики Рио-Гранде использовался 17 января по 6 ноября 1840 года. После поражения Республики Рио-Гранде более не применялся.

## Описание флага
Флаг представляет собой прямоугольное полотнище с соотношением высоты к длине как 2:3. Флаг разделён на две равновеликие горизонтальные полосы, верхняя полоса белого цвета, нижняя — чёрного. Слева (у древка) вертикальная красная полоса шириной 1/3 от длины флага на которой изображены три звезды, выстроенные в вертикальном порядке.
Город Ларедо (штат Техас) использует этот флаг в качестве городского.